# كريستينا فينك
كريستينا فينك (بالإسبانية: Cristina Fink) هي منافسة ألعاب القوى مكسيكية، ولدت في 12 ديسمبر 1964.

## وصلات خارجية
- كريستينا فينك على موقع الاتحاد الدولي لألعاب القوى (الإنجليزية)
- كريستينا فينك على موقع أوليمبيديا (الإنجليزية)